# Округ Боски (Тексас)
Округ Боски (енгл. Bosque County) је округ у америчкој савезној држави Тексас. По попису из 2010. године број становника је 18.212.

## Демографија
Према попису становништва из 2010. у округу је живело 18.212 становника, што је 1.008 (5,9%) становника више него 2000. године.
| Група             | 2000.          | 2010.          |
| Белци             | 14.507 (84,3%) | 14.701 (80,7%) |
| Афроамериканци    | 330 (1,9%)     | 296 (1,6%)     |
| Азијати           | 19 (0,1%)      | 41 (0,2%)      |
| Хиспаноамериканци | 2.104 (12,2%)  | 2.926 (16,1%)  |
| Укупно            | 17.204         | 18.212         |